# Mekar Karya
Mekar Karya is een bestuurslaag in het regentschap Lampung Timur van de provincie Lampung, Indonesië. Mekar Karya telt 2584 inwoners (volkstelling 2010).